# شارلوت استوکلی
شارلوت استوکلی (انگلیسی: Charlotte Stokely؛ زاده ۸ اوت ۱۹۸۶) بازیگر پورنوگرافی اهل ایالات متحده آمریکا است. 

## اوایل زندگی و وارد شدن به حرفه
او در دبیرستان رقص می‌کرد و روی صحنه خودش را نمایش می‌داد. اولین شغل او صندوق‌داری بود و سپس در یک کلوب استریپ‌تیز ساقی شد. استوکلی پس از اینکه هم‌اتاقیش در یک فیلم سوپر بازی کرد وارد حرفه بزرگسالان شد.
او وقتی جوان شد و در فیلم بزرگسال Bubble Butt بازی کرد گفت در کودکی با او همبستری کرده‌اند.